# Teryparatyd
Teryparatyd, teriparatide (ATC H 05 AA 02) – lek stosowany w leczeniu osteoporozy. Jest to aktywny fragment ludzkiego parathormonu wytwarzany metodą biotechnologiczną z wykorzystaniem hodowli bakterii E. coli.

## Własności
Endogenny parathormon (PTH) jest białkiem składającym się z 84 aminokwasów, a teryparatyd jest NH2-początkowym polipeptydowym fragmentem złożonym z 34 aminokwasów (rhPTH 1-34).
Teryparatyd pobudza proces tworzenia kości, działając bezpośrednio na komórki kościotwórcze (osteoblasty), a poza tym także zwiększa wchłaniania wapnia w jelitach i zwrotne wchłanianie wapnia w kanalikach nerkowych oraz wydalanie fosforanów przez nerki.
W wyniku działania teryparatydu dochodzi do poprawy procesu tworzenia się kości, zwiększenia gęstości mineralnej tkanki kostnej (BMD) i zmniejszenia liczby złamań.

## Wskazania i dawkowanie
Wskazaniem do stosowania teryparatydu jest leczenie osteoporozy u kobiet po menopauzie. Lek podawany jest w postaci wstrzyknięć podskórnych 1 raz dziennie.
Stosuje się go przez okres do 2 lat. Po zakończeniu kuracji należy zastosować leki hamujące resorpcję kostną (np. bifosfoniany) w celu utrzymania pozytywnego wyniku leczenia.

## Przeciwwskazania
Teryparatydu nie należy stosować w przypadku:
- hiperkalcemii
- zaawansowanej niewydolności nerek
- choroby Pageta
- nowotworów złośliwych układu kostnego
- przerzutów nowotworowych do kości

## Działania niepożądane
- zawroty głowy
- osłabienie, męczliwość
- bóle kończyn i kurcze mięśni
- nudności i wymioty

## Ostrzeżenia
W badaniach na szczurach wykazano, że teryparatyd powoduje powstawanie nowotworu kości (osteosarcoma), które jest związane z zastosowaną dawką i czasem leczenia. Zostało to zaobserwowane przy stosowaniu dawek 3-60 razy większych niż są stosowane u ludzi (20 μg). Ze względu na fakt, że nie da ustalić czy wyniki badań u szczurów da się odnieść do ludzi, zaleca się żeby teryparatyd był stosowany wyłącznie w przypadkach kiedy korzyść z zastosowanej terapii przewyższa potencjalne jej negatywne konsekwencje.
Teryparatyd nie powinien być stosowany u osób ze zwiększonym ryzykiem rozwoju osteosarcoma (choroba Pageta, nieustalony wzrost poziomu fosfatazy alkalicznej we krwi, po radioterapii jakiej części układu kostnego itp.)

## Preparaty
Nazwy handlowe: Forsteo, Parathar.